# Flughafen Missoula Montana

i8
i11
i13
Der Missoula Montana Airport (IATA-Code: MSO, ICAO-Code: KMSO) ist ein öffentlicher Flughafen, 6 km nordwestlich von Missoula im Missoula County, Montana in den Vereinigten Staaten.

## Flughafendaten
Er hat zwei Asphaltpisten: eine mit 1814 m Länge und 46 m Breite und eine mit 1406 m Länge und 23 m Breite. Die Fläche des Flughafens beträgt 1093 ha. Die Seehöhe beträgt 977 m. Auf dem Gelände des Flughafens befindet sich auch das Museum of Mountain Flying.

## Geschichte
Die erste Landebahn in Missoula wurde 1923 südlich der University of Montana angelegt und markierte den Beginn einer neuen Ära in der Luftfahrt für die Garden City. Auf dem Gelände der heutigen Sentinel High School wurde 1927 eine zusätzliche Landebahn gebaut, die Missoulas erster echter Flughafen werden sollte. Der ursprüngliche Flughafen Garden City wurde 1935 in Hale Field umbenannt und war bis zu seiner Schließung im Jahr 1954 in Betrieb. Er wurde nach und nach durch den Flughafen Missoula County ersetzt, der 1941 eröffnet wurde, nachdem Präsident Roosevelt die Mittel für den Bau genehmigt hatte. Als er eröffnet wurde, verfügte er über eine der längsten Start- und Landebahnen der Region. Am Memorial Day 1968 wurde er nach zwei der gefeierten Luftfahrtpioniere Missoulas – Harry Bell und Bob Johnson – in Johnson Bell Field umbenannt.
Northwest Airlines flog bereits im September 1941 die Route Miles City (Montana) – Seattle/Tacoma (Washington), ab 1947 Aberdeen (South Dakota) – Seattle mit Martin 2-0-2 und 1950 Jamestown (North Dakota) – Billings (Montana) – Seattle/Tacoma. Ab 1952 mit Douglas DC-3 und ab 1959 mit Lockheed L-188 Electra.
In den späten 1960er bis in die frühen 1980er Jahre waren hier Frontier Airlines (1950), mit Boeing 737-200 und Convair CV-580 nach Bozeman (Montana), Kalispell (Montana), Salt Lake City (Utah), Spokane (Washington) und Northwest Airlines mit Boeing 727-100 und Boeing 727-200 nach Butte (Montana), Great Falls (Montana) und Spokane sowie Big Sky Airlines mit Cessna und Handley Page Jetstream nach Boise, Butte, Great Falls, und Northwest Orient Airlines mit Boeing 727-200 nach Great Falls, Helena (Montana) und Spokane. Mitte der 1980er-Jahre kam Western Airlines mit Boeing 727-200 nach Kalispell und Salt Lake City hinzu.
Die 	Missoula County Airport Authority ist seit 1980 Betreiber des Flughafens.
In den späten 1980er- und frühen 1990er-Jahren flogen Continental Airlines mit Boeing 727-200 und Boeing 737-300 nach Bozeman, Delta Air Lines mit Boeing 737-200 nach Kalispell und Salt Lake City, Delta Connection (durchgeführt von SkyWest Airlines) mit Embraer EMB-120 Brasilia nach Bozeman und Helena.
Horizon Air bediente mit de Havilland Canada DHC-8 und Fairchild Swearingen Metro Billings (Montana), Butte, Helena, Kalispell und Spokane. Northwest Airlines bot mit McDonnell Douglas DC-9-30 die Route nach Great Falls und United Express (durchgeführt von North Pacific Airlines) mit British Aerospace Jetstream 31 nach Spokane.
In den späten 1990er-Jahren flogen Continental Airlines mit Aerospatiale ATR-42 und Embraer Regional Jet zum Houston Intercontinental Airport, Delta Air mit Boeing 727-200, McDonnell Douglas MD-80 nach Atlanta (Georgia), Baton Rouge (Louisiana), Dallas/Fort Worth (Texas), Pensacola (Florida) und Northwest Airlink (durchgeführt von Express Airlines I) mit Saab SF340 nach Memphis (Tennessee).
In der ersten Hälfte der 2000er-Jahre bedienten Delta Air Lines mit Boeing 727-200 und Boeing 737-300 sowie Delta Connection mit Bombardier CRJ-200 Salt Lake City. Big Sky Airlines flog mit Fairchild Swearingen Metro Billings, Boise, Helena und Kalispell, Horizon Air mit de Havilland Dash 8-100/200/400, Fokker F28 Kalispell und Seattle/Tacoma sowie Northwest Airlines mit McDonnell Douglas DC-9-30/40/50 nach Denver.
Im Juni 2017 wurde eine Lockheed P-2 Neptune (Baujahr 1957; ehemaliges Löschflugzeug des U.S. Forest Service, „Tanker 10“) als Gate Guardian vor dem Flughafen aufgestellt. Der Flughafen wurde im September 2021 in Missoula Montana Airport umbenannt.
Derzeit wird der Flughafen von sechs großen Fluggesellschaften bedient, welche Ziele hauptsächlich im Südwesten und im Mittleren Westen der Vereinigten Staaten anfliegen.

## Flugbetrieb

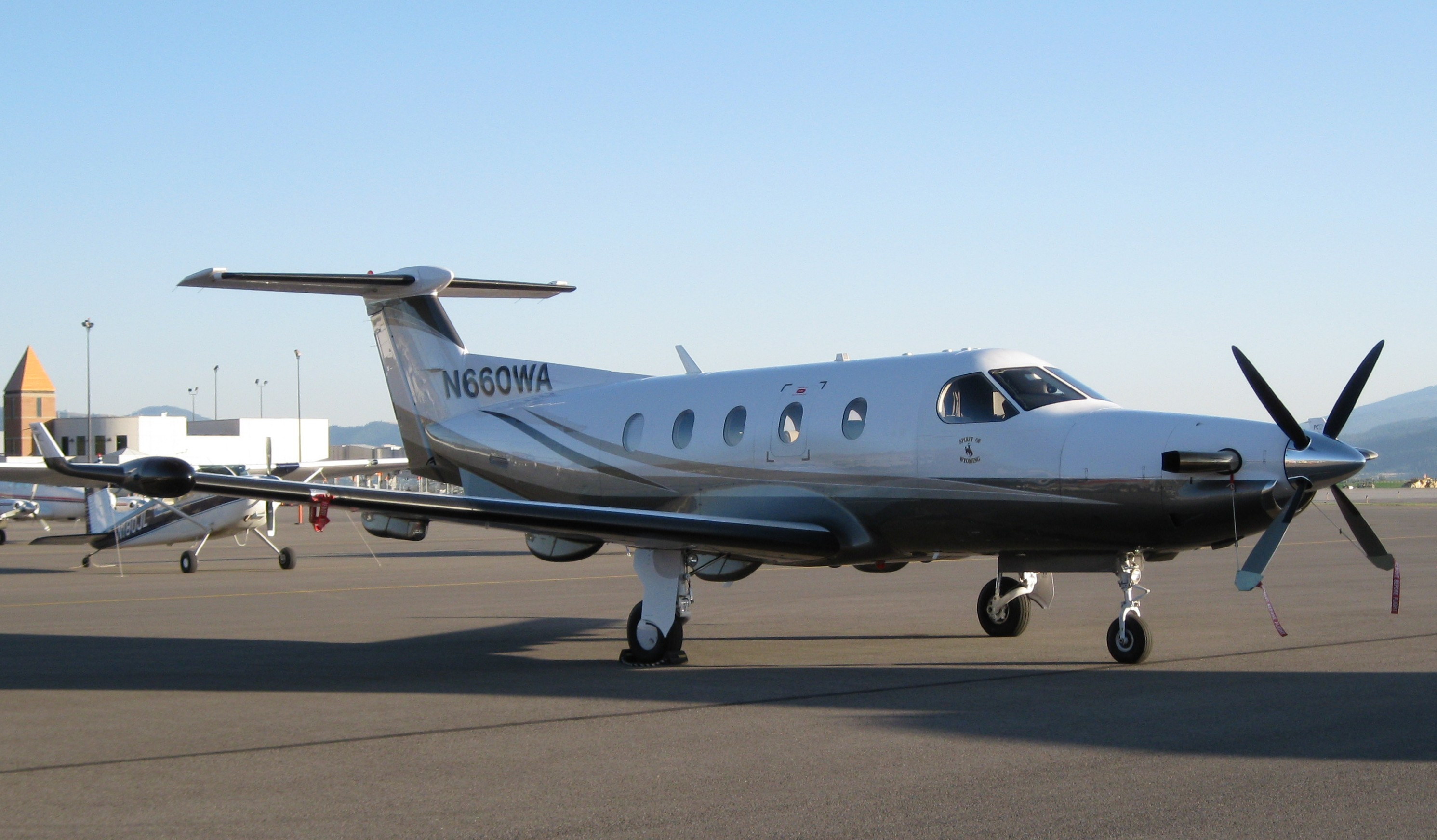

Im Jahre 2022 wurden 425.093 Passagiere befördert. Im selben Jahr fanden 43.082 Flugbewegungen statt, davon 16.999 lokale Bewegungen, 11.074 Zwischenlandungen, 6.041 Air-Taxi-Flüge, 8.269 Frachtflüge und 699 militärische Flüge. In diesem Jahr waren hier 105 einmotorige und 12 zweimotorige Flugzeuge sowie 33 Jetflugzeuge und 25 Hubschrauber stationiert.
Die wichtigsten Fluggesellschaften für den Flughafen sind Alaska Airlines, Allegiant Air, American Airlines, Delta Airlines, Sun Country Airlines und United Airlines.